# أزاتافان (أرارات)
مدينة أزاتافان (بالأرمينية:Ազատավան) (بالإنجليزية: Azatavan)‏ هي إحدى المدن التابعة لمقاطعة أرارات في أرمينيا. يقدر عدد سكانها بـ 3013 نسمة حسب الإحصاء الذي جرى عام 2011.